# 동경가족: 두 번째 이야기
《동경가족: 두 번째 이야기》(일본어: 東京家族2, 영어: What A Wonderful Family)는 2016년 3월에 개봉한 일본의 코미디, 드라마 영화이다.
 야마다 요지가 감독을 야마다 요지와 히라마츠 에미코가 각본을 맡았다.
 일본은 2016년 3월 12일에 대만은 2016년 7월 22일에 개봉되었다.

## 출연진

### 주연
- 하시즈메 이사오 - 히라타 슈조 역
- 요시유키 카즈코 - 히라타 토미코 역
- 츠마부키 사토시 - 히라타 쇼타 역
- 아오이 유우 - 마미야 노리코 역
- 니시무라 마사히코 - 히라타 코노스케 역
- 나츠카와 유이 - 히라타 후미에 역
- 나카지마 토모코 - 카나이 시게코 역

### 조연
- 하야시야 쇼조 - 카나이 타이조 역
- 오카모토 후지타
- 히로오카 유리코
- 콘도 코엔
- 키타야마 마사야스
- 토쿠나가 유이치
- 세키 토키오
- 코바야시 넨지 - 누마타 역
- 후부키 준 - 카요 역
- 나카무라 타카노스케
- 마루야마 아유무
- 사사노 타카시
- 키바 카츠미
- 쇼후쿠테이 츠루베 - 화장터 직원 역